# Johannesburg Sun Hotel
Le Johannesburg Sun Hotel est un gratte-ciel abandonné situé à Johannesburg en Afrique du Sud.